# Balantiucha seminigra
Balantiucha seminigra är en fjärilsart som beskrevs av W. Warren 1896. Balantiucha seminigra ingår i släktet Balantiucha och familjen Uraniidae. Inga underarter finns listade i Catalogue of Life.